# Simona Noja

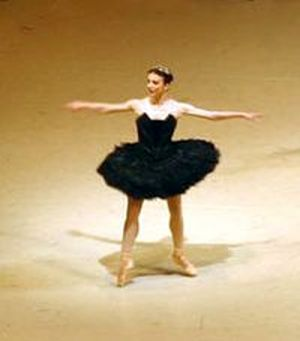
Simona Noja im Jahr 2004

Simona Noja-Nebyla (* 9. März 1968 in Huedin) ist eine rumänisch-österreichische Balletttänzerin, Ballettpädagogin und Mentorin. Im Jahr 2018 begann sie nach einer positiven Aufnahme an der Babeș-Bolyai-Universität in Cluj-Napoca ihre Forschungsarbeit auf dem Gebiet der Tanzausbildung. Von 2010 bis August 2019 war sie geschäftsführende Direktorin und bis Dezember 2019 Direktorin der Ballettakademie der Wiener Staatsoper. Im Jahr 2017 gründete sie in Wien den internationalen Ballettwettbewerb "European Ballet Grand Prix", der in seiner 7. Ausgabe Teilnehmerinnen und Teilnehmer aus 36 Nationen versammelte. Von 2020 bis 2022 leitete sie das Wiener Pilotprojekt "Noja-Nebyla Stage Education" mit 24 Studierenden aus acht Ländern. Im Jahr 2023 wurde ihr der Doktortitel im Bereich Theater und Darstellende Kunst mit Summa Cum Laude für ihre Dissertation "Das Ballett als ein akademisches Bildungsmodell" verliehen.

## Leben
Noja-Nebyla erhielt Training in der olympischen Gymnastikmannschaft Rumäniens sowie eine Ballettausbildung in Cluj-Napoca bei der Liceul de coregrafie "Octavian Stroia". Sie schloss ein Studium der Sprachwissenschaft (Rumänisch-Englisch) an der Babeș-Bolyai-Universität Cluj ab. Im Jahr 2023 wurde ihr der Doktortitel im Bereich Theater und Darstellende Kunst mit Summa Cum Laude für ihre Dissertation "Das Ballett als ein akademisches Bildungsmodell" verliehen. Engagements als 1. Solotänzerin hatte sie an der Wiener Staatsoper, Deutsche Oper Berlin, Deutsche Oper am Rhein, Düsseldorf und der Rumänische Staatsoper Cluj-Napoca. Auftritte als 1. Solotänzerin erfolgten am Teatro Colon (Buenos Aires), Teatro Municipal (Santiago de Chile), Ballet de Cuba, (Havanna), Bolschoi-Theater (Moskau), Mailänder Scala, Balletto dell’Opera (Roma), Dresdner Oper, Teatro San Carlo (Napoli), Royal Swedish Ballet (Stockholm), Finnish National Ballet (Helsinki), Stuttgarter Ballett, Frankfurter Ballett, Bayerische Staatsoper München, sowie in China (Beijing), Israel (Jerusalem, Tel Aviv), Japan (Tokyo) und Korea (Seoul). 2002 beteiligte sie sich an der Gründung der kulturellen Stiftung „Simona Noja“ und 2006 an der Gründung der Tanzschule „dancearts“ zusammen mit Boris Nebyla. Von 2006 bis 2009 war sie Gastpädagogin beim ImPulsTanz-Festival Wien. 2009 erfolgte die Gründung der „renaissDance company & dance arts studio theatre“ mit Boris Nebyla. Ab 2010 war sie die geschäftsführende Direktorin der Ballettakademie der Wiener Staatsoper und wurde als Jurorin zu internationalen Ballettwettbewerbe in Frankreich, Japan, Italien, Rumänien, Schweiz, Taiwan und USA eingeladen. 2014 gründete sie „Studiourile de balet“ und „Balet Transilvania“ in Cluj-Napoca und engagierte sich als Botschafterin des Projektes „Cluj-Napoca-ECOC 2021“. Am 20. Dezember 2019 wurde sie als Direktorin der Ballettakademie Wiener Staatsoper abberufen, nachdem ein Kommissionsbericht gravierende Missstände und Gefährdung des Kindeswohls attestiert hatte. Simona Noja-Nebyla ist verheiratet, hat zwei Kinder, lebt derzeit in Wien und Cluj-Napoca; sie besitzt einen Doktortitel in Theater- und Darstellenden Künsten und hält Vorlesungen über Ballett als akademisches Bildungsmodell an Universitäten in fünf Sprachen.

## Repertoire

### Klassische Hauptrollen
Schwanensee, Don Quijote, Giselle, Raymonda, Dornröschen, Coppelia, Der Nussknacker, La Fille Mal Gardée, Corsaire, Paquita, Romeo und Julia, La Bayadère, Onegin, Manon, Aschenbrödel, Casablanca, Carmen, Feuervogel, Oneghin, 

### Neoklassische und zeitgenössische Hauptrollen
Neoklassische und zeitgenössische Hauptrollen tanzte sie in Choreographien von George Balanchine, Ray Barra, Bernd Roger Bienert, John Clifford, John Cranko, Nils Christe, Boris Eifman, William Forsythe, Elio Gervasi, John Neumeier, Roland Petit, Heinz Spoerli, Renato Zanella

## Auszeichnungen
- 1990: Silberne Medaille beim Wettbewerb Jackson Mississippi, USA
- 2001: beste Tänzerin des Jahres gekürt von der Zeitschrift „Danza & Danza“
- 2002: „Steaua României“ (Titel: Chevalier)
- 2008: Österreichische Ehrenkreuz für Wissenschaft und Kunst I. Klasse
- 2012: "Steaua Romaniei"(Titel: Offizier)